# Tordylium
Tordylium  Tourn. ex L., 1753 è un genere di piante angiosperme della famiglia delle Apiacee.

## Tassonomia
Il genere comprende le seguenti specie:
- Tordylium aegaeum Runemark
- Tordylium aegyptiacum (L.) Poir.
- Tordylium apulum L.
- Tordylium brachytaenium Boiss. & Heldr.
- Tordylium cappadocicum Boiss.
- Tordylium carmeli (Labill.) Al-Eisawi
- Tordylium cordatum (Jacq.) Poir.
- Tordylium ebracteatum Al-Eisawi & Jury
- Tordylium elegans (Boiss. & Balansa) Alava & Hub.-Mor.
- Tordylium hasselquistiae DC.
- Tordylium hirtocarpum Candargy
- Tordylium ketenoglui H.Duman & A.Duran
- Tordylium lanatum (Boiss.) Boiss.
- Tordylium macropetalum Boiss.
- Tordylium maximum L.
- Tordylium officinale L.
- Tordylium pestalozzae Boiss.
- Tordylium pustulosum Boiss.
- Tordylium syriacum L.
- Tordylium trachycarpum (Boiss.) Al-Eisawi